# Липівка (Роменський район)
Ли́півка —  село в Україні, у Роменському районі Сумської області. Населення становить 19 осіб. Входить до складу Липоводолинської селищної громади.
Після ліквідації Липоводолинського району 19 липня 2020 року село увійшло до Роменського району.

## Населення

### Мова
Розподіл населення за рідною мовою за даними перепису 2001 року:
| Мова       | Відсоток |
| ---------- | -------- |
| українська | 100%     |

## Географія
Село Липівка розташоване на правому березі річки Липівка, вище за течією на відстані 4 км розташоване село Велике, нижче за течією на відстані 2 км село Липівське.
Поряд проходить автомобільна дорога Т 1913.

## Історія
- Село постраждало внаслідок геноциду українського народу, проведеного урядом СРСР 1923-1933 та 1946-1947 роках.
- До 2019 року орган місцевого самоврядування — Панасівська сільська рада.